# Grant Davies
Grant Jon Davies (* 11. September 1963 in Dalby) ist ein ehemaliger australischer Kanute.

## Karriere
Grant Davies nahm im Einer-Kajak auf der 1000-Meter-Strecke an den Olympischen Spielen 1988 in Seoul teil. Als Dritter seines Vorlaufs qualifizierte er sich in 3:43,52 Minuten für das Halbfinale, das er in 3:42,66 Minuten ebenfalls auf dem dritten Platz abschloss, und zog ins Finale ein. In diesem überquerte er nach 3:55,27 Minuten fast zeitgleich mit dem US-Amerikaner Gregory Barton die Ziellinie. Die Ergebnistafel wies Davies als Erstplatzierten aus, der seinen Erfolg dementsprechend bejubelte. Die Ausrichter bereiteten bereits die Medaillenzeremonie vor, ehe die Rennjury der ICF nach mehr als zehnminütiger Auswertung des Fotofinishs jedoch Barton mit einem Vorsprung von 0,005 Sekunden zum Olympiasieger erklärte, dem Äquivalent von acht Millimetern. Die offiziellen Ergebnislisten geben Davies’ Resultat heute mit 3:55,28 Minuten an. Dies war der knappste Medaillenentscheid in der Geschichte der Olympischen Spiele.
In einem Interview gab Davies nach der Entscheidung an, sein Gegner habe das Rennen fair gewonnen, und gratulierte ihm. Wenn dies die größte Enttäuschung seines Lebens sei, habe er nichts zu befürchten. Ein Jahr danach führte das Australian Olympic Committee eine besondere Auszeichnung für Fairness und außergewöhnliches sportliches Verhalten ein, um Davies’ Sportsgeist zu würdigen. Die Auszeichnung wurde seitdem nicht erneut vergeben.
Grant Davies sicherte sich sowohl fünf regionale Meisterschaften in Queensland als auch fünf australische Meisterschaften. Mit dem Surf Ski gewann er darüber hinaus ebenso fünf australische Meisterschaften sowie neun Staatstitel. Im Mai 1999 wurde er in die Sporting Hall of Fame von Gold Coast aufgenommen.